# Callaeas cinerea
El kokako (Callaeas cinerea) es una especie de ave paseriforme endémica de los bosques de Nueva Zelanda. Es de color gris con una máscara negra y carúnculas azules a ambos lados del pico. Junto con el tieke es el único superviviente de la familia Callaeidae, a la que pertenecía la extinta huia. En el pasado las poblaciones de kokako se extendían por toda Nueva Zelanda pero han sido diezmadas por los mamíferos depredadores invasores importados por el hombre a las islas como los gatos, posums, armiños y ratas, reduciendo significativamente su área de distribución. Había dos subespecies de kokako, el de la isla Norte (C. c. wilsoni) y el de la isla Sur (C. c. cinerea), aunque se cree que el kokako de la isla sur, que tenía las carúnculas de color naranja está actualmente extinto. 

## Taxonomía

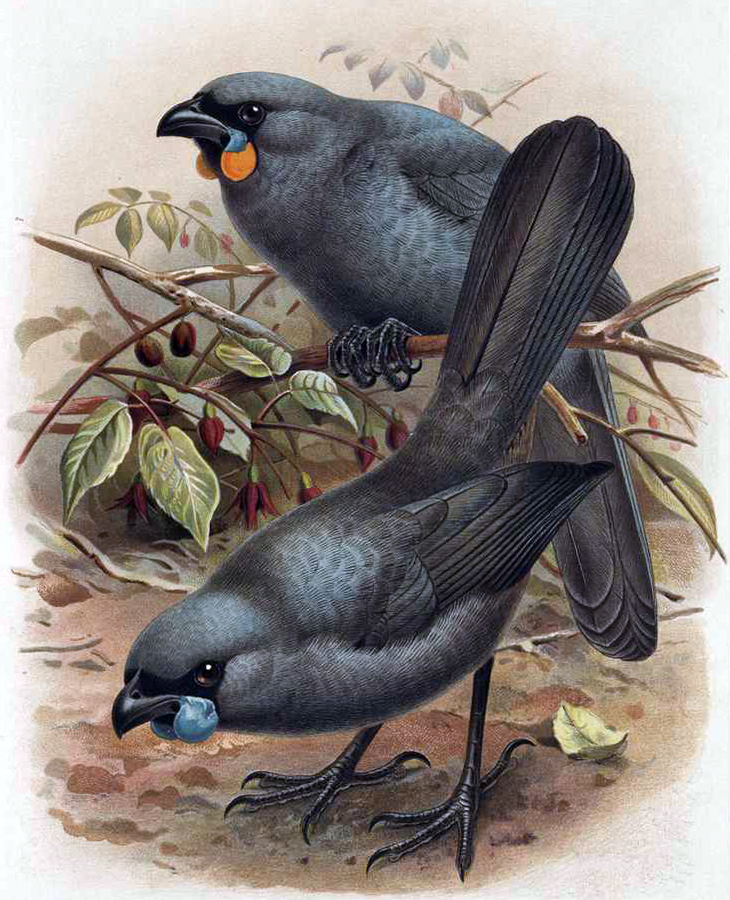
Ilustración de las dos subespecies.

El kokako fue descrito científicamente por primera vez por el naturalista alemán Johann Friedrich Gmelin en 1788. Su nombre específico viene del adjetivo latino cinereus (gris). Se han descrito dos subespecies. La subespecie nominal de la isla Sur probablemente se ha extinguido, sobreviviendo únicamente el kokako de la isla norte (Callaeas cinerea wilsoni).
El kokako parece proceder de una expansión temprana de los paseriformes en Nueva Zelanda y es una de las tres especies de la familia Callaeidae que allí vivían. Las otras dos son el tieke y la extinta huia. Estas aves neozelandesas no tienen parientes cercanos aparte del hihi, y su relación taxonómica con las demás aves permanece incierta.

## Descripción

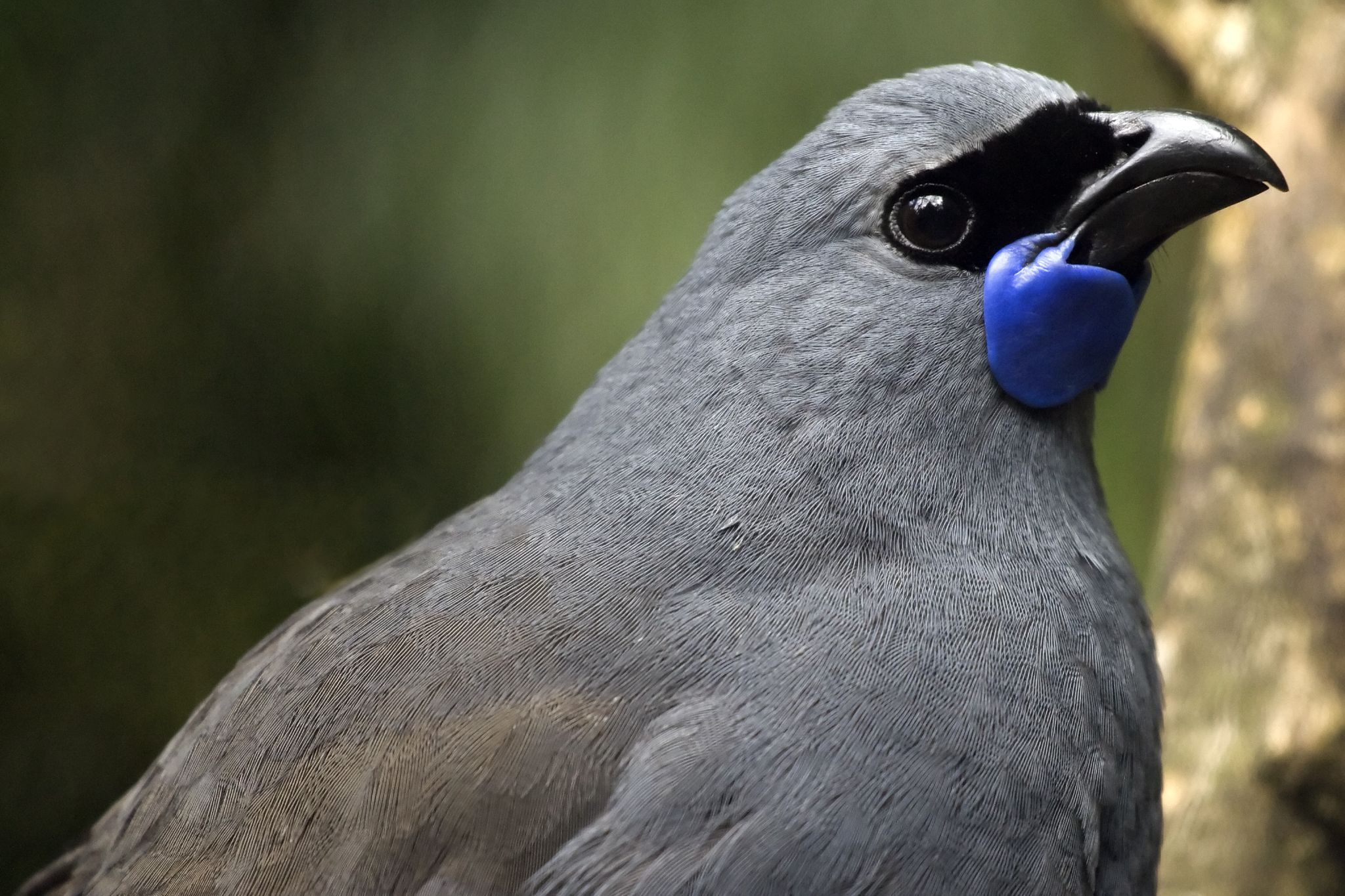
Detalle de la cabeza.

El kokako es ligeramente mayor que una paloma, mide unos 38 centímetros de largo, el plumaje de su cuerpo es de color gris azulado y tiene una máscara negra que va de la frente a los ojos. Su pico también es negro, como los ojos, relativamente corto, puntiagudo y curvado hacia abajo. Tiene las alas cortas y redondeadas mientras que su cola es larga y bastante ancha. A ambos lados del pico tiene carúnculas redondeadas de colores brillantes. Estos colgajos de piel son de color azul en los adultos de la subespecie superviviente de la isla Norte, y de color naranja, con una pequeña mancha azul en la base, en la extinta subespecie de la isla Sur. El color de la carúncula se desarrolla con la edad, siendo rosáceo en los juveniles.

## Comportamiento
El kokako tiene un hermoso canto que puede escucharse a kilómetros de distancia. Las parejas reproductoras suelen cantar juntas en sesiones que pueden durar hasta una hora en las primeras horas de la mañana. Las diferentes poblaciones de las distintas regiones de la isla norte poseen diferentes cantos, por lo que se piensa que al menos parcialmente los kokakos aprenden a cantar imitando a los congéneres de su población.
Los kokakos no son buenos voladores y rara vez vuelan más de cien metros seguidos, porque sus alas son relativamente cortas y redondeadas. Prefiere saltar de rama en rama con sus poderosas patas grises. Más que volar planean, se les puede observar trepando a los árboles más altos, como los rimus y los matais, para después planear a los árboles circundantes. Su nicho ecológico se ha comparado con el de las ardillas voladoras. Su dieta consta de hojas, frondas de helechos, flores, frutos e invertebrados.

## El kokako y los humanos

### En las culturas maorí y actual de Nueva Zelanda
En la mitología maorí el kokako aparece en varias historias. En una de ellas el kokako ayudó a Māui dándole agua mientras luchaba con el sol. El kokako sació la sed del héroe con el agua que almacenaba en sus regordetas crestas colgantes. Māui recompensó la amabilidad del kokako alargando sus patas para que fueran largas y esbeltas y así pudiera saltar con agilidad por el bosque para buscar comida.
El kokako aparece en el reverso del billete de billete de 50 dólares neozelandeses.

### Amenazas y conservación

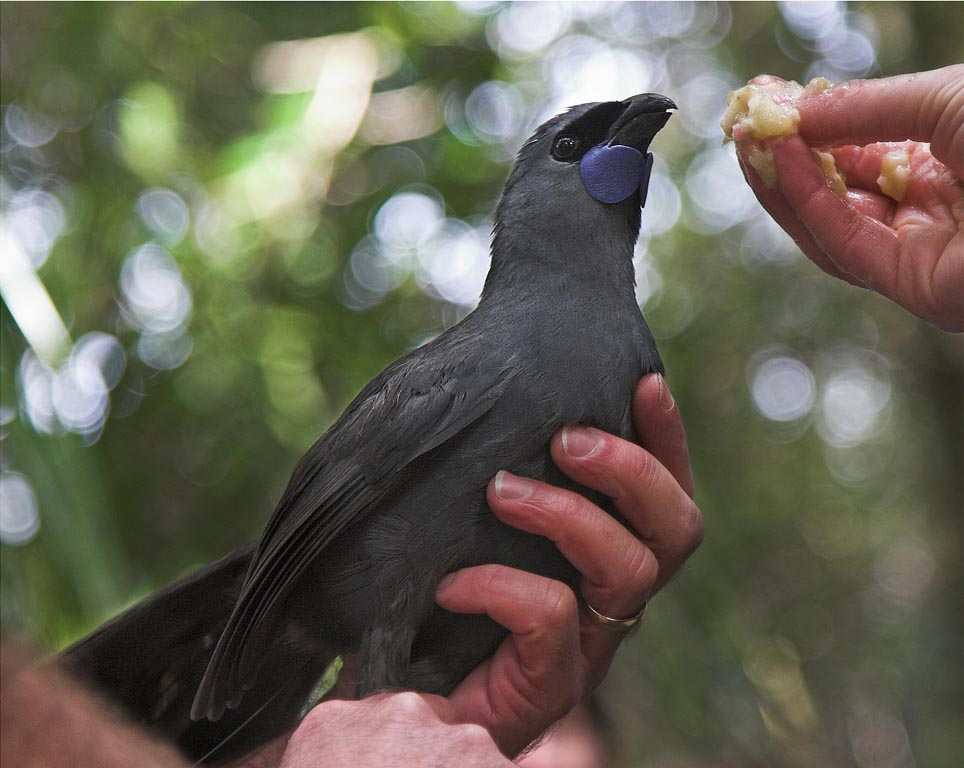
Kokako a punto de ser liberado en los montes Hunua cerca de Auckland.

El kokako de la isla Norte está catalogado como especie amenazada, con menos de 400 parejas reproductoras (en septiembre de 2004). Sobrevive en pequeños poblaciones en algunos bosques nativos de las islas mayores en los que se han realizado programas para erradicar las especies foráneas con fondos gubernamentales. Además existen programas de cría en cautividad para ayudar a mantener la población. Se han establecido nuevas poblaciones en pequeñas islas libres de depredadores invasores. Se espera que estos esfuerzos de conservación consigan la supervivencia de la especie. En 2005 se avistaron kokakos en el bosque de Pureora, parque forestal de Whirinaki Forest Park y el Parque nacional Te Urewera. Recientemente se trasladaron 20 kokakos de Urewera a Ngapukeriki, un bosque sometido a intenso control de depredadores. Se pueden observar kokakos con relativa facilidad en la isla Tiritiri Matangi, donde los bosques en regeneración están lo suficientemente bajos para proporcionar vistas cercanas.
El kokako de la isla sur fue declarado oficialmente extinto por el Departamento de conservación de Nueva Zelanda el 16 de enero de 2007. No se ha producido un avistamiento confirmado desde hace varias décadas, aunque ha habido avistamiento no confirmado muy ocasionalmente. El departamento de conservación pidió a testigos de los avistamientos más recientes que los mantuvieran en secreto. In los años 1990 Timberlands, la empresa estatal encargada de realizar las tareas que realizaba el servicio forestal de Nueva Zelanda en los bosques de la costa occidental encontró algunas pruebas de presencia del kokako en las investigaciones sobre la ecología de los bosques nativos que realizó como parte de su programa de explotación sostenible.